# Südkoreanische Badmintonmeisterschaft 1997
Die Südkoreanische Badmintonmeisterschaft 1997 fand vom 25. November zum 1. Dezember 1997 in Chungju statt. Es war die 40. Auflage der Titelkämpfe.

## Medaillengewinner
| Disziplin    | Gold                         | Silber                     | Bronze                        |
| ------------ | ---------------------------- | -------------------------- | ----------------------------- |
| Herreneinzel | Lee Kwang-jin                | Kim Chul-joong             | Kim Hak-kyun                  |
| Herreneinzel | Lee Kwang-jin                | Kim Chul-joong             | Park Sung-woo                 |
| Dameneinzel  | Kim Ji-hyun                  | Lee Kyung-won              | Lee Joo Hyun                  |
| Dameneinzel  | Kim Ji-hyun                  | Lee Kyung-won              | Choi Ma-ree                   |
| Herrendoppel | Kim Dong-moon Ha Tae-kwon    | Lee Dong-soo Yoo Yong-sung | Kim Hak-kyun Lee Tae-ho       |
| Herrendoppel | Kim Dong-moon Ha Tae-kwon    | Lee Dong-soo Yoo Yong-sung | Kim Yong-hyun Yim Bang-eun    |
| Damendoppel  | Park Soo-yun Yim Kyung-jin   | Kwon Eun-hee Kim Mee-hyang | Chung Jae-hee Park So-yun     |
| Damendoppel  | Park Soo-yun Yim Kyung-jin   | Kwon Eun-hee Kim Mee-hyang | Lee Soon-deuk Park Yoon-kyung |
| Mixed        | Kim Dong-moon Kim Shin-young | Lee Dong-soo Yim Kyung-jin | Yoo Yong-sung Chung Jae-hee   |
| Mixed        | Kim Dong-moon Kim Shin-young | Lee Dong-soo Yim Kyung-jin | Ha Tae-kwon Kim Moon-hee      |